# Lista orașelor din Somalia
Aceasta pagină este o listă a orașelor din Somalia.

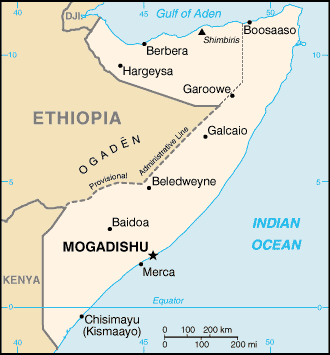
Harta Somaliei

- Afbarwaaqo
- Afgooye
- Afmadow
- Ainabo
- Arabsiyo
- Baidoa
- Balad
- Bandar Beyla
- Bandiiradley
- Barawa (Baraawe)
- Bardera (Baardheere)
- Beledhawo
- Beledweyne
- Berbera
- Bitaale
- Boorama
- Bosaso (Boosaaso)
- Bu'aale
- Budbud
- Bur Saalax
- Burco
- Burtinle
- Buulaburte
- Beer
- Buurhakaba
- Caabudwaaq
- Carmooyin
- Ceek
- Ceel Huur
- CeelAfweyn
- Ceelbuur
- Ceerigaabo
- Colguula
- Dagaari
- Damala Xagare
- Dhamasa
- Dhuusamarreeb
- Diinsoor
- Docol
- Doolow
- Eyl
- Gaalkacyo (Galcaio)
- Gabiley
- Galinsoor
- Garbahaarreey
- Garoowe
- Gawaan Dheere (Gawaan)
- Hafun
- Harardhere
- Hargeisa (Hargeysa)
- Hobyo
- Jamaame
- Jariban
- Jilib
- Jowhar
- Kismayo (Kisimayu)
- Korloofuul
- Laascaanood
- Luuq
- Merca (Marka)
- Mogadishu
- Oog
- Qandala
- Qardho
- Quljeedo
- Ras Kamboni
- Roox
- Sakow
- Sarcade
- Shiikh
- Taleex
- Tile
- Turdho
- Wajid (Waajid)
- Warsheikh
- Wisil
- Xarardheere
- Xingood
- Xuddur
- Zeila (Saylac)